# Баялдирський сільський округ
Баялди́рський сільський округ (каз. Баялдыр ауылдық округі, рос. Баялдырский сельский округ) — адміністративна одиниця у складі Кентауської міської адміністрації Туркестанської області Казахстану. Адміністративний центр та єдиний населений пункт — село Баялдир.
Населення — 1582 особи (2021; 1528 у 2009, 2093 у 1999, 2249 у 1989).
Станом на 1989 рік існувала Баялдирська селищна рада (смт Баялдир).